# جيرالد فانينبورغ

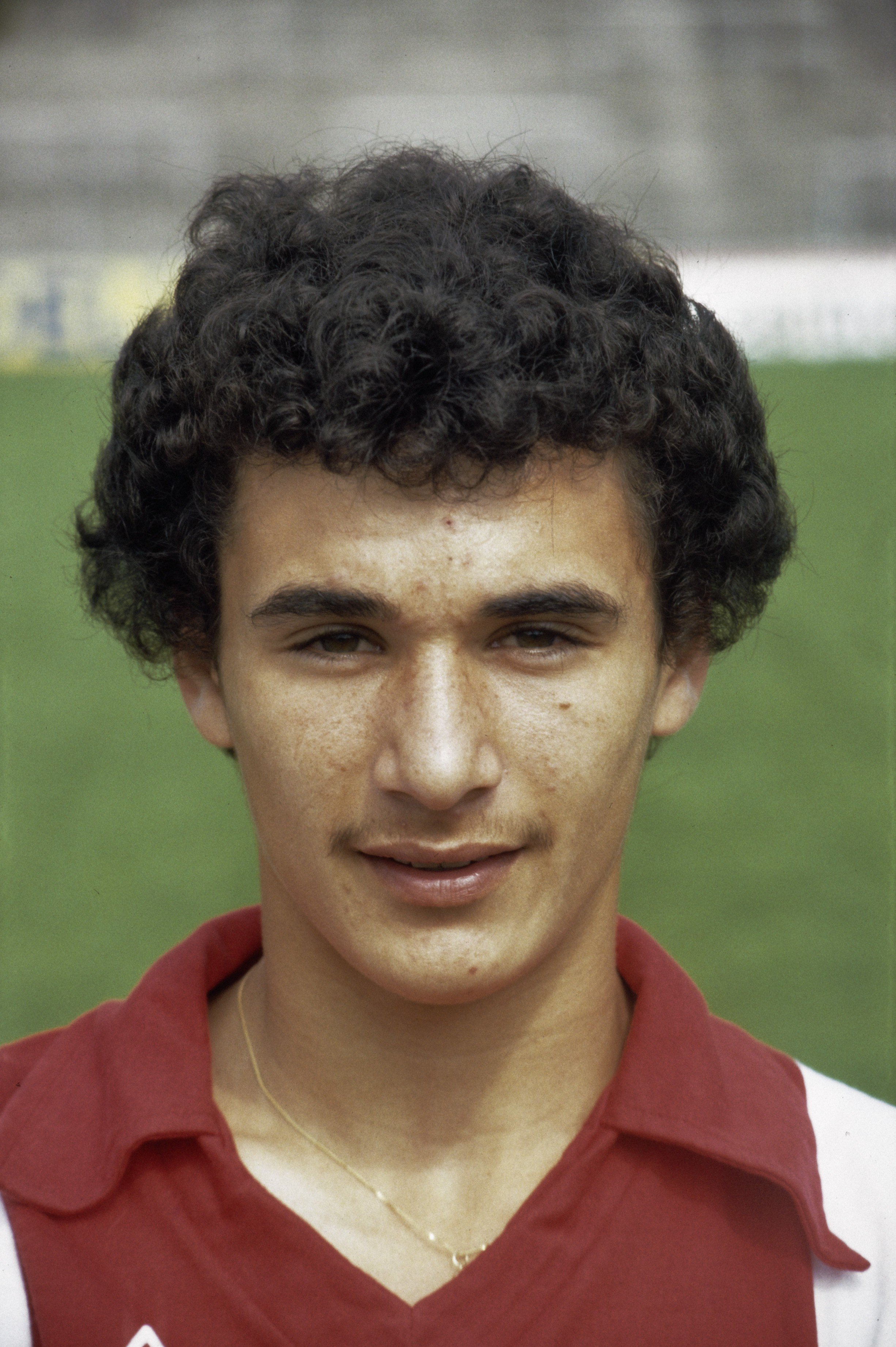
جيرالد فانينبورغ

جيرالد فانينبورغ (بالهولندية: Gerald Vanenburg)‏، من مواليد 5 مارس 1964، لاعب كرة قدم هولندي سابق، ومدرب كرة قدم هولندي حالي.
لعب مع منتخب هولندا لكرة القدم.

## مسيرته الكروية
لعب جيرالد فانينبورغ خلال مسيرته الاحترافية مع 6 أندية في عشرون موسمًا وسجل خلالها 136 هدف ضمن 535 مباراة. حيث فاز في خمسة مواسم بالكأس وفي ثمانية مواسم بالدوري.
خاض جيرالد فانينبورغ مسيرته مع نادي أياكس أمستردام في موسم 1980–81 ليلعب معه ستة مواسم، مشاركًا في 173 مباراة سجل خلالها 64 هدفًا. ثم انتقل إلى نادي آيندهوفن في موسم 1986–87 ليلعب معه سبعة مواسم، حيث شارك في 199 مباراة سجل خلالها 48 هدفًا. لينتقل بعدها إلى نادي جوبيلو إيواتا في موسم 1994 واستمر معه طيلة ثلاثة مواسم، مشاركًا في 86 مباراة سجل خلالها 14 هدفًا. ثم انتقل إلى نادي أوترخت في موسم 1996–97 لمدة موسم واحد، مشاركًا في 9 مباريات سجل خلالها هدفين. هذا وانتقل لاحقًا إلى نادي كان في موسم 1997–98 لمدة موسم واحد، مشاركًا في 26 مباراة سجل خلالها 6 أهداف. ثم انتقل بعدها إلى نادي ميونخ 1860 في موسم 1998–99 ولمدة موسمين، مشاركًا في 42 مباراة سجل خلالها هدفين.

## روابط خارجية
- جيرالد فانينبورغ على موقع الاتحاد الدولي (مؤرشف)  (الإنجليزية)
- جيرالد فانينبورغ على موقع الاتحاد الأوربي (الإنجليزية)
- جيرالد فانينبورغ على موقع رابطة كرة القدم اليابانية للمحترفين (اليابانية)
- جيرالد فانينبورغ على موقع قاعدة بيانات كرة القدم.إي يو (الإنجليزية)
- جيرالد فانينبورغ على موقع ناشيونال فوتبول تيمز (الإنجليزية)
- جيرالد فانينبورغ على موقع Soccerway.com (الإنجليزية)
- جيرالد فانينبورغ على موقع عالم كرة القدم.نت (الإنجليزية)